# Olga Kouzmina
Pour les articles homonymes, voir Kouzmina.
Olga Nikolaïevna Kouzmina (russe: Ольга Николаевна Кузьмина) est une actrice russe née le 16 juin 1987 à Moscou.

## Biographie
Olga Kouzmina pratique la chorégraphie et l'acrobatie dès son enfance. A 11 ans, en 1998, elle devient élève de l'école studio de danse folklorique I. Moisseïev, et un an plus tard elle rejoint la troupe de l'ensemble « Les années d'école » (chkolnye gody). 
Elle étudie à distance à la faculté de culturologie à l'académie d'État de la culture slave, puis à l'Académie russe des arts du théâtre (GIGIS) dans la classe de Sergueï Prokhanov. Elle achève ses études en 2008. 
Olga Kouzmina est membre de la troupe du Théâtre de la Lune. Elle fait ses débuts au cinéma très jeune, en tournant dans quelques épisodes du show comique pour enfants Yeralach. En 2006, elle interprète le rôle de Maïa dans un épisode du sitcom Heureux ensemble (Schastlivy vmeste), puis trois ans plus tard elle tourne dans Quartier dortoir (Spalny raïon).

### Vie privée
Son mari Alexeï est psychologue à l'OMON. Un fils prénommé Gordey est né de leur union en juillet 2013.

## Carrière

### Filmographie
- 2002 — Yeralach
- 2006 — Schastlivy vmeste : Maiia
- 2007 — Teatr Luny, ili Kosmitcheskaia dourotchka 13:28 : Airin
- 2008 — Advokat 5 : Tonia Ilioutchenko, camarade de classe d'Ouliana
- 2008 — Pokhojdeniia notarioussa Neglintseva : Katia
- 2008 — Soldaty 15. Novyi prizyv : Natacha
- 2009 — Je sors te chercher (Vykhojou tebia iskat') : Tanioucha, la secrétaire d'Olga
- 2009 — Galygin.ru : nizkaïa
- 2009 — Devitchnik : la vendeuse du magasin de chaussures
- 2009 — Zakon obratnogo volchebstva : Natasha, la pharmacienne
- 2009 — Prudence: les enfants (Ostorojno: deti!) : une enseignante
- 2009 — Pervaïa popytka : Liuba
- 2009 — Predlagaïemye obstoiatel'stva: une actrice
- 2009 — Univer : l'étudiante de première année Katia
- 2009—2010 — Spalnyi raion : Iulia Oleinikova
- 2009—2010 — Margocha : une infirmière
- 2010 — Garaji : Irina, la fille de Khokhlov
- 2010 — Moskva. Tri vokzala : Tania Rudnik
- 2010 — Po goriatchim sledam : Katia
- 2010 — La Capitale du péché (Stolitsa grekha) : Stefanie, la fille du magnat du pétrole
- 2011 — V ojidanii lioubvi : Véra, policière et amie de Nastia
- 2011 — Grouppa schastia : Galia, la maîtresse-chanteuse
- 2011 — La Vie et les aventures de Michka Iapontchik (Jizn' i priklioutcheniia Michki Iapontchika) — Rozotchka, chanteuse de variété
- 2011 —  La Clé Du Bonheur. Suite (Klioutchi ot schastia. Prodoljenie) - une infirmière
- 2011 — Meilleur été de notre vie (Loutchee leto nachei jizni) : Katia
- 2011 — Un homme pour moi (Moujtchina vo mne) : Nastia
- 2011 —  Le Reflet (Otrajenie) : Kristina
- 2011 — Rasplata : Liouba
- 2011 — Sdelano v SSSR
- 2011 — Sibérie. Mon amour : Vera
- 2011 — Farforovaïa svad'ba : Nastia
- 2011 — Fourtseva : Aniouta Kouzmitcheva
- 2012 — Bez sroka davnosti : la jeune Romanova
- 2012 — Vykhojou tebia iskat' 2 : Tania, secrétaire d'Olga
- 2012 — Karpov : la petite amie du jeune Karpo
- 2012 — Nastoiachtchaia lioubov' : Anetchka, la secrétaire d'Andreï Laboutine
- 2012—2016 — La Cuisine : Nastia, serveuse, petite amie, puis épouse de Konstantin
- 2013 — Gagarine. Le premier dans l'espace (Gagarine. Pervyi v kosmose) : Marina Popovitch, femme de Paul
- 2013 — Passetchnik : épisode
- 2014 — V Rossii idet sneg (en production)
- 2014 — Koukhnia v Parije : Nastia, serveuse et épouse de Konstantin
- 2015 — Prizrak : Olia, la secrétaire
- 2015 — Kak ia stal rousskim : Nastia, serveuse du restaurant Victor
- 2016 — Otel' "Eleon' : Nastia, directrice artistique du restaurant Victor, épouse de Konstantin
- 2016 — Odnoklassnitsy : Katia